# بيتر غرانت هاي
بيتر غرانت هاي (بالإنجليزية: Peter Grant Hay)‏ هو فلاح أسترالي، ولد في 9 يوليو 1879 في Bright, Victoria ‏ في أستراليا، وتوفي في 29 أغسطس 1961 في ملبورن في أستراليا.